# Joachim Gottschalk

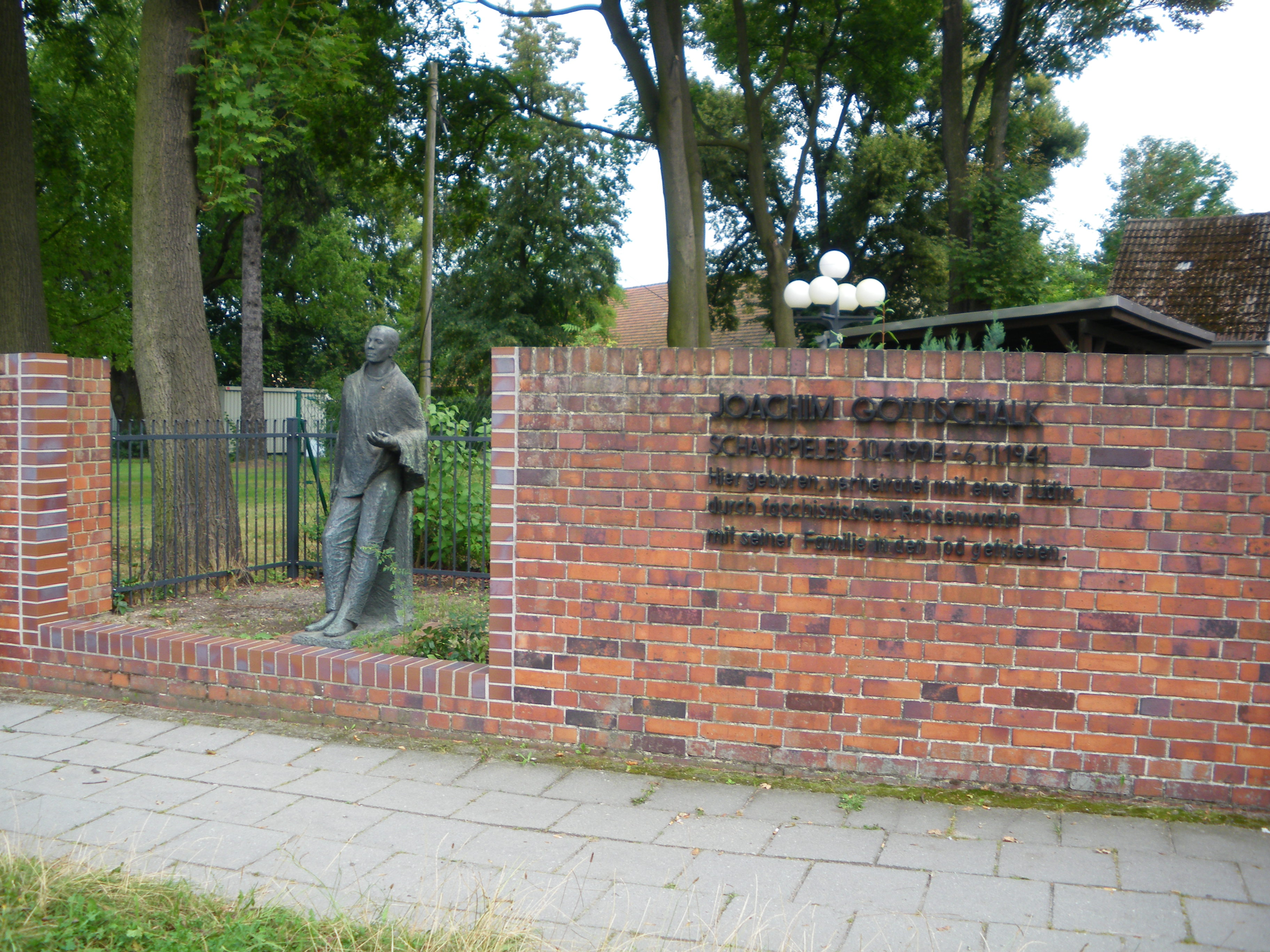
Gedenkstätte an seinem Geburtshaus in Calau

Joachim Gottschalk (* 10. April 1904 in Calau; † 6. November 1941 in Berlin) war ein deutscher Schauspieler.

## Leben
Joachim Gottschalk, Sohn eines Arztes, besuchte das Friedrich-Wilhelm-Gymnasium in Cottbus und fuhr nach dem Abitur im Jahr 1922 vier Jahre zur See. Nach der Abmusterung 1926 nahm er Schauspielunterricht bei Ferdinand Gregori in Cottbus und Berlin. Ab 1927 spielte er für die Stuttgarter Volksbühne am Landestheater Stuttgart. Während dieses Engagements lernte er seine spätere Frau kennen, die Schauspielerin Meta Wolff. Am 3. Mai 1930 heirateten sie in Halberstadt; am 19. Februar 1933 wurde ihr Sohn Michael geboren. Gottschalk setzte seine Bühnenkarriere in Zwickau, Kolberg sowie Cottbus fort und ging mit Wanderbühnen auf Tournee.

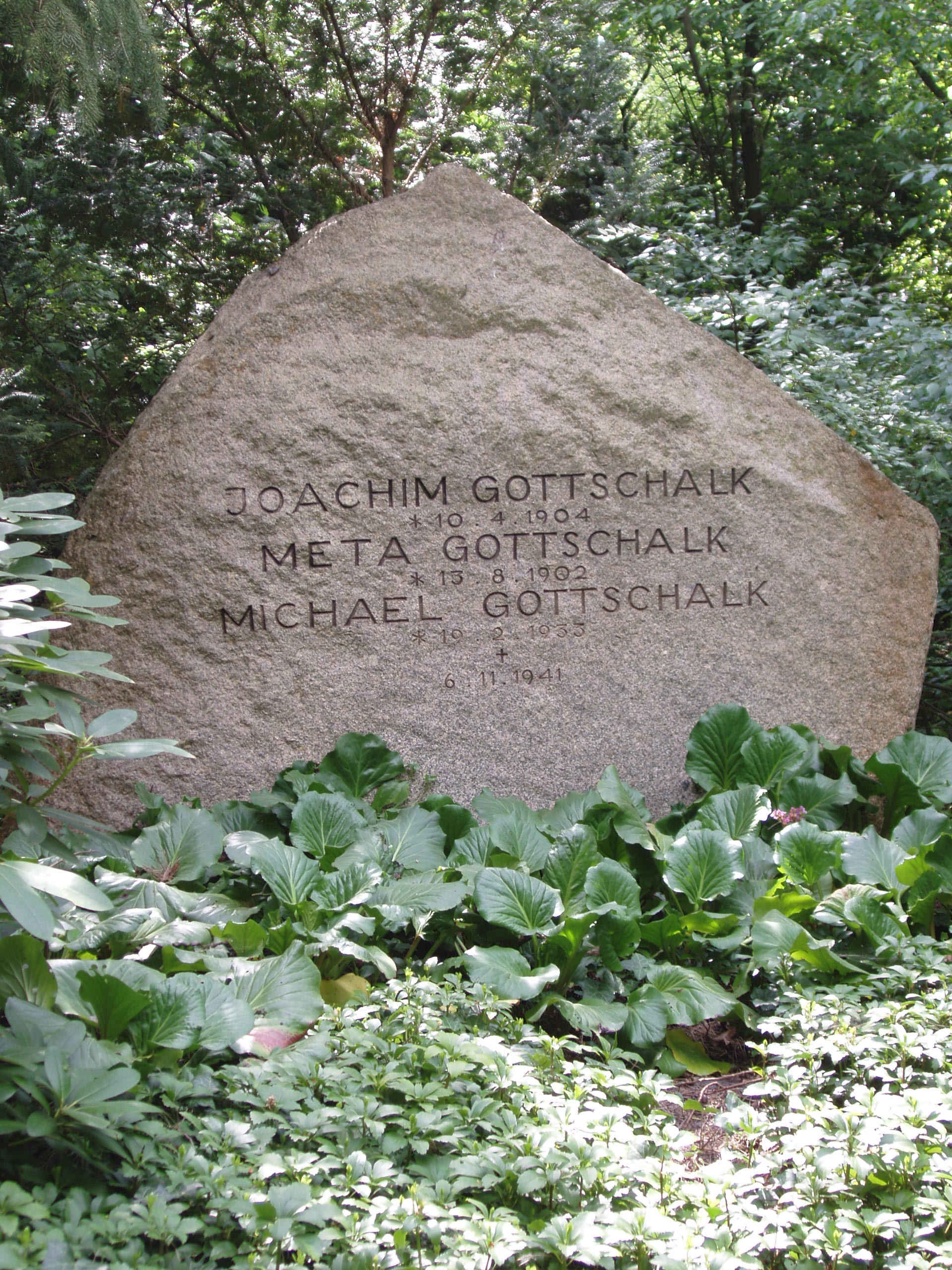
Grab der Familie Gottschalk auf dem Südwestkirchhof Stahnsdorf

Nach der Machtübernahme der Nationalsozialisten wurde am 1. August 1933 die Reichstheaterkammer (RTK) gegründet. Nur deren Mitglieder hatten das Recht, im Deutschen Reich in einem Theaterberuf tätig zu sein. Voraussetzung für die Mitgliedschaft war der „Ariernachweis“, so dass jüdische Schauspieler nicht Mitglied der RTK sein konnten.
Somit erhielt Gottschalks jüdische Frau als Schauspielerin Berufsverbot und Joachim Gottschalk konnte als „jüdisch Versippter“ nur unter Geheimhaltung seiner familiären Situation seine Karriere fortführen. Seine Frau lebte aus Angst zurückgezogen. Nach einem Engagement am Alten Theater in Leipzig spielte Gottschalk von 1934 bis 1938 an den Städtischen Bühnen Frankfurt in Frankfurt am Main und war vor allem in der Titelrolle von Friedrich Schillers Die Verschwörung des Fiesco zu Genua erfolgreich. Nach vorzeitiger Kündigung seines Vertrags ging Gottschalk 1938 an die Volksbühne Berlin unter Eugen Klöpfer und konnte seine Karriere dort fortsetzen. Seine Theatererfolge machten ihn zu einem der populärsten Schauspieler der Hauptstadt.
1938 begann er seine Filmlaufbahn bei der UFA mit einer Hauptrolle an der Seite von Brigitte Horney in Wolfgang Liebeneiners Du und ich. Nach Kriegsbeginn verstärkte sich der Druck des Propagandaministeriums auf den erfolgreichen Star. Dennoch spielte er im ersten Kriegsjahr zusammen mit Paula Wessely im größten Kassenschlager des Jahres: Ein Leben lang. Dieser künstlerisch hochwertige Film machte Gottschalk erstmals auch in Ländern außerhalb der deutschen Einflusssphäre bekannt, in die der Film exportiert wurde. Nach seinen Rollen im ebenfalls künstlerisch ansprechenden Film Das Mädchen von Fanö, in dem Gottschalk an der Seite von Brigitte Horney reüssierte, wurde er von ausländischen Rezensenten als „wohl populärster deutscher Schauspieler“ bezeichnet. Der administrative Druck seitens der Nazi-Herrscher auf Joachim Gottschalk steigerte sich: Hans Hinkel, Sonderbeauftragter für „Kulturpersonalien“, verlangte von ihm, sich scheiden zu lassen. Da Gottschalk sich weigerte, wurde er 1941 an Berliner Bühnen nicht mehr besetzt.
Bei einer Begegnung mit Gottschalks Frau gab Joseph Goebbels (Reichsminister für Volksaufklärung und Propaganda) ihr einen Handkuss. Daraufhin sollte sie mit ihrem Kind nach Theresienstadt deportiert werden. Als Joachim Gottschalk bat, zusammen mit seiner Familie deportiert zu werden, wurde er stattdessen einberufen. Nun sahen Joachim und Meta Gottschalk keinen Ausweg mehr, dichteten am 6. November 1941 in ihrer Wohnung, Seebergsteig 2, in Berlin-Grunewald, alles ab, gaben sich und ihrem Sohn Schlaftabletten, ließen das Gas in der Wohnung aus und starben daraufhin. Goebbels unternahm mehrere Schritte zum Verbot jeglichen Nachrufs. Die Teilnahme an der Beerdigung wurde verboten, die Teilnehmer von der Gestapo fotografiert. Trotzdem gaben einige Kollegen das letzte Geleit, unter ihnen Brigitte Horney, René Deltgen, Gustav Knuth, Hans Brausewetter, Werner Hinz, Wolfgang Liebeneiner und Ruth Hellberg.
Die schwangere Inge Meysel erlitt, als sie telefonisch vom Suizid der Gottschalks erfuhr, einen Ohnmachtsanfall. Die eingetretene Beschädigung der Fruchtblase verkomplizierte die Schwangerschaft: Das Kind überlebte die Geburt im Januar 1942 um nur wenige Stunden. Sie blieb bis zu ihrem Tod kinderlos.

## Nachwirkung

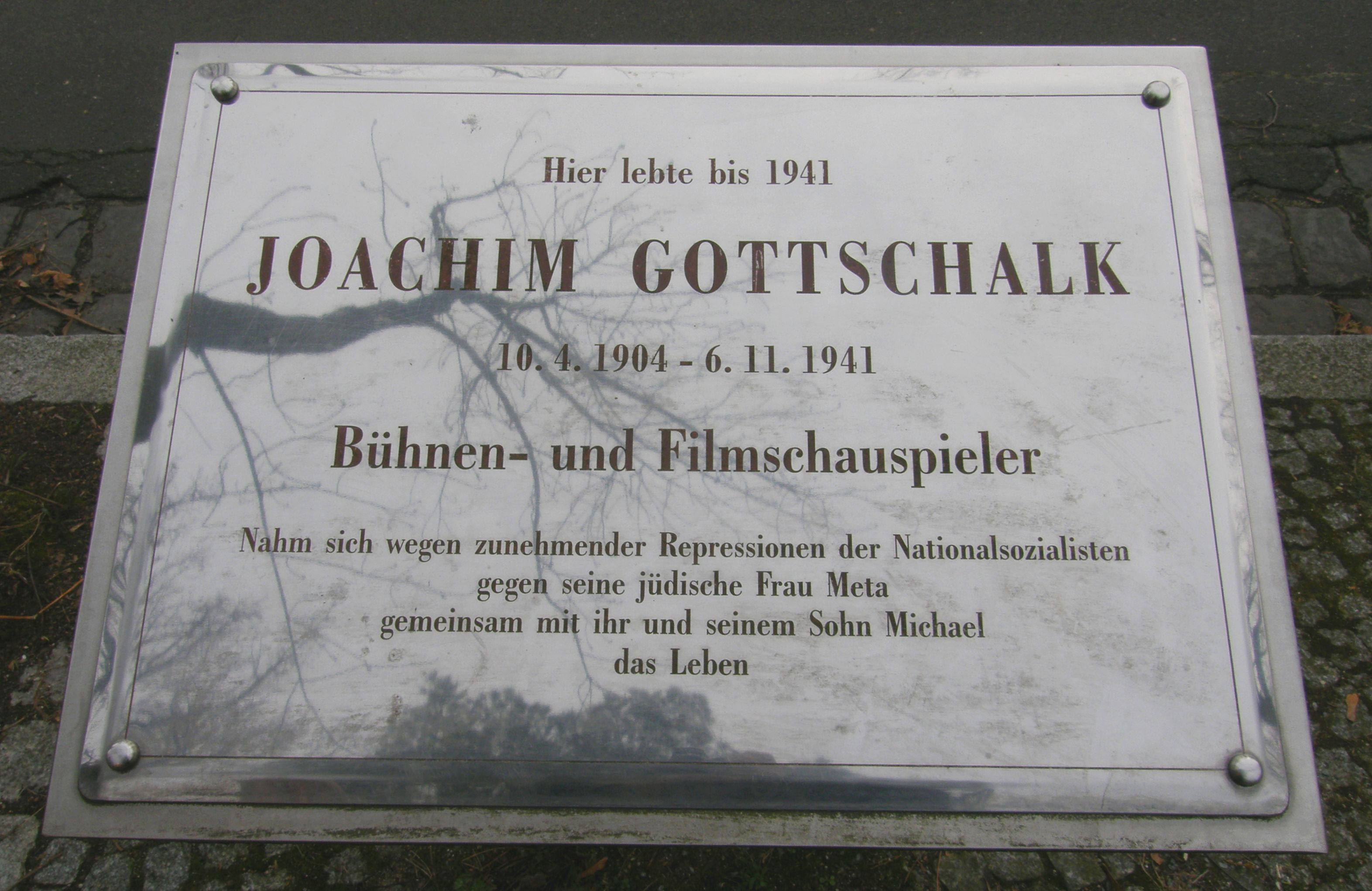
Gedenktafel für Gottschalk und seine Familie in Berlin-Grunewald an der Stelle ihrer Wohnung (Toni-Lessler-Straße 2, ehem. Seebergsteig 2)

Das Grab der Familie Gottschalk befindet sich auf dem Südwestkirchhof Stahnsdorf bei Berlin. Auf Beschluss des Berliner Senats ist die letzte Ruhestätte von Joachim Gottschalk (Grablage: Gartenblock III-288) seit 1999 als Ehrengrab des Landes Berlin gewidmet. Die Widmung wurde im Jahr 2021 um die übliche Frist von zwanzig Jahren verlängert.
1947 erinnerte Kurt Maetzig mit seinem DEFA-Film Ehe im Schatten an Gottschalks Schicksal. Vorlage für das Drehbuch war Hans Schweikarts Novelle Es wird schon nicht so schlimm.
1957 wurde im Foyer des Schauspiels Frankfurt am Main eine vom Bildhauer Knud Knudsen gestaltete Büste des Schauspielers aufgestellt, die zu Beginn der 1980er Jahre verschwand und 2014 in einer Abstellkammer der Oper wiedergefunden wurde. Sie wurde dem Kulturamt der Stadt übergeben und im Foyer des Schauspiels Frankfurt erneut aufgestellt.
Eine von Knudsen bereits 1956 geschaffene Büste ist in der Berliner Volksbühne am Rosa-Luxemburg-Platz im oberen Foyer zu sehen.
In Senftenberg wurde 1948 die Wiesenstraße zum Gedenken in Joachim-Gottschalk-Straße umbenannt. In Berlin-Gropiusstadt trägt der Joachim-Gottschalk-Weg seit 1967 seinen Namen. Am Haus Joachim-Gottschalk-Weg 1 hat die Wohnungsbaugesellschaft degewo eine Gedenktafel für Gottschalk angebracht. Weitere Gedenktafeln sind an seinen ehemaligen Wohnhäusern in Berlin-Grunewald und Frankfurt-Sachsenhausen, David-Stempel-Straße, platziert.

## Filmografie
- 1938: Du und ich – Regie: Wolfgang Liebeneiner
- 1939: Aufruhr in Damaskus – Regie: Gustav Ucicky
- 1939: Eine Frau wie Du – Regie: Viktor Tourjansky
- 1939: Flucht ins Dunkel – Regie: Arthur Maria Rabenalt
- 1940: Ein Leben lang – Regie: Gustav Ucicky
- 1941: Das Mädchen von Fanö – Regie: Hans Schweikart
- 1941: Die schwedische Nachtigall – Regie: Peter Paul Brauer

## Hörspiel
- Hans Schweikart: Es wird schon nicht so schlimm – Regie: Christine Nagel (RBB – Ursendung am 25. August 2019)[14]